# Maymuna bint al-Hárith
Maymúnah bint al Háriz (en árabe: ميمونة بنت الحارث) fue una esposa de Mahoma.

## Familia
Su nombre original era Burrah, pero Mahoma lo cambió por Maymúnah.
Su padre fue al Hárith bin Hazn, de la tribu Banu Hilal de La Meca, y su madre, Hind bint Auf, de la tribu Himyar de Yemen. Su hermana fue Lubábah bint al Hárith. Tuvo también dos hermanas maternas, Asma bint Umáis y Sálmah bint Umáis, que se casaron con Abu Bakr y Hamza ibn Abdul-Muttalib, respectivamente. Ibn Kathir también menciona una tradición, según la cual, Záynab bint Juzayma (otra esposa de Mahoma) fue también hermana por vía materna.

## Matrimonio con Mahoma
Se casó con Mahoma cuando él tenía sesenta años y ella contaba con treinta y seis, en el año 630. Con esto conseguiría que tuviera una buena vida y dinero tras morir, pues fue probablemente viuda o divorciada. Záynab bint Juzayma, la anterior esposa de Mahoma y que había muerto tiempo antes, era su media hermana por parte de madre. Maymuna se dedicó a seguir el Corán. Vivió junto a Mahoma durante tres años, hasta su muerte. Según el libro "Las esposas del mensajero de Allah", de Muhámmad Swaleh. Murió durante el califato de Muawiya I, a la edad de ochenta años.